# Església de Sant Pere d'Escorca
L'església de Sant Pere d'Escorca és una església del terme d'Escorca, a l'Illa de Mallorca, situada a l'antiga alqueria d'Escorca, que donà nom a l'església i a tot el terme. És l'església que conserva millor la tipologia de les esglésies de repoblament de Mallorca.

## Història
Culminada la Conquesta de Mallorca, calia poblar el territori de nous colons per treure'n rendiment. Atès que sembla que en aquell temps a Mallorca no hi havia viles, una primera estratègia de colonització fou la de poblar totes les alqueries i rafals existents i distribuir arreu de l'illa tot un seguit d'esglésies rurals per a aquests pobladors. Així, la butla d'Innocenci IV del 1248 establí la creació de 28 parròquies a la Part Forana, una de les quals fou l'església de l'alqueria d'Escorca, de la qual no hi ha constància de l'advocació de Sant Pere fins a 1283.
Andreu Pocoví i Pere Salavert cediren el terreny per construir-hi l'església, que va ser la parròquia del terme fins al 1456, quan es desplaçà a Lluc.

## Descripció
Es tracta d'una església de planta rectangular dividida en dos segments separats per un arc diafragmàtic apuntat que sosté una coberta de fusta de doble vessant. La façana lateral està definida per l'absència de decoració i pel portal d'accés, descentrat, amb un arc de mig punt adovellat. A la capçalera i als peus s'obren dues petites finestres, i està rematada per una espadanya. La nau té dos trams, dividits per un arc diafragma i coberta a doble vessant.
Les portes actuals, procedents del Santuari de Lluc, són el resultat de la restauració de Gabriel Alomar els anys quaranta sota la creença que corresponien a les antigues portes de l'església. Quan foren col·locades es va veure que no es corresponien, però es varen modificar per fer-les-hi caber.